# Ruda Kozielska
Ruda Kozielska est une localité polonaise de la gmina de Kuźnia Raciborska, située dans le powiat de Racibórz en voïvodie de Silésie.